# بوب أكري
بوب أكري (بالإنجليزية: Bob acri)‏ (1 أكتوبر 1918- 25 يوليو 2013) هو عازف بيانو أمريكي شهير حائز على جوائز عدة وكانت الموسيقى التي يعزفها تستخدم كعامل في الاسترخاء لدى من يعانون من الضغط النفسي وأشهر البوم له sleep away bðbɗ

## روابط خارجية
- بوب أكري على موقع ميوزك برينز (الإنجليزية)
- بوب أكري على موقع أول ميوزيك (الإنجليزية)
- بوب أكري على موقع ديسكوغز (الإنجليزية)